# 電視小說
電視小說是電視劇的延伸，是電視與小說的結合體，傳統的小說是以書面文字與印刷出版為載體，而電視小說即是借用电视攝影手法原創或再現的小說作品。它們的共同特點是文學性（内容）大於戏剧性（娱乐），除经典名著名篇外，原创电视小说的原作、劇作往往也由同一人擔當。但也不乏因擅自改編、替换原作者姓名或在演職人員列表上出現其他剧组成员名字，而引起原作者不滿並訴諸法律的事件 。
歷史上，電視小說起源於20世纪50年代的苏联，60年代起包括中国大陆、日本、北朝鲜在內的國家和地區也先後製作出自己的電視小說。中国中央电视台少儿频道（CCTV-14）《文学宝库》、日本放送協會（NHK）《連續電視小說》、臺灣電視公司《台視國語電視小說》即是電視小說的代表。

## 相關網站
- 連続テレビ小説一覧 - NHK ONLINE （页面存档备份，存于）（日語）
- 文学宝库- 央視網 （页面存档备份，存于）